# Fontana-on-Geneva Lake
Fontana-on-Geneva Lake is een plaats (village) in de Amerikaanse staat Wisconsin, en valt bestuurlijk gezien onder Walworth County.

## Demografie
Bij de volkstelling in 2000 werd het aantal inwoners vastgesteld op 1754. In 2006 is het aantal inwoners door het United States Census Bureau geschat op 1874, een stijging van 120 (6,8%).

## Geografie
Volgens het United States Census Bureau beslaat de plaats een oppervlakte van 10,6 km², waarvan 7,7 km² land en 2,9 km² water.

## Plaatsen in de nabije omgeving
De onderstaande figuur toont nabijgelegen plaatsen in een straal van 12 km rond Fontana-on-Geneva Lake.